# Cime du Grand Braus
La cime du Grand Braus est un sommet faisant partie des Préalpes de Nice. Le sommet, qui culmine à 1 332 mètres d'altitude, se situe sur la commune de Lucéram.